# Salem (Karolina Południowa)
Salem – miasto w Stanach Zjednoczonych, w stanie Karolina Południowa, w hrabstwie Oconee.